# 樋屋奇應丸
樋屋奇應丸是源自日本的幼兒科藥物，由樋屋製藥製造，對幼兒的疳病（即消化不良等內科病）、其衍生的消化不良、肚瀉、夜睡不寧等有功效。樋屋奇應丸據稱自1630年代已開始出現，已有近380年的製造歷史，由人蔘、熊脫氧膽酸、沉香、麝香和牛黃等中藥提煉而成。
藥丸是銀色的，如幼細圓珠筆筆尖般細小，由全天然成分製造，因此初生嬰兒也可以服用。官方網站指出，嬰兒可能不喜歡藥丸的味道，因此建議家長把藥丸混進嬰兒的飲料中，但是不應該混進奶裡面，因為萬一嬰兒變得討厭奶的味道而從此不肯喝，便會失去重要的營養源。

樋屋奇應丸的電視廣告歌在日本和香港同樣廣為人知。香港的廣告歌歌詞以粵語寫成，作詞人為陳汝松先生。廣告歌在1980至1990年代經常在香港電視播放，畫面為健康的嬰兒邊笑邊爬行，廣告歌以響亮而溫柔的女聲唱出：「醫病兼補益，樋屋雙重療效。好使好用三百幾年，家家傳誦。（女聲旁白：熊膽、麝香入藥。）BB肚痾、嘔奶、消化不良，感冒、傷風、夜睡不寧、神經緊張，咁就要快食樋屋，樋屋，樋屋奇應丸！」周永坤報幕：「樋屋奇應丸係療效顯著又固本培元嘅家庭良藥，有佢看門口您就可以安枕無憂（樋屋奇應丸是療效顯著又固本培元的家庭良藥，有它守護您便可以安枕無憂）」作結。 該廣告直至2021年仍有在電視播放，播放逾三十多年。1990年代的更新版本中，原有版本中女聲旁白及周永坤男聲報幕則被刪除，而且歌聲部分亦以加速播放。
另一香港廣告是一家人，BB在拉肚子痛哭，快吃樋屋，然後，突然一名男士夜睡不寧，精神緊張，整晚睡不好。該女士說:又發病了。然後這名女士的婆婆說：「家嫂 ，我有樋屋奇應丸呀！」幽默風趣。

## 資料來源
1. ↑  樋屋奇應丸常見問答 的存檔，存档日期2005-09-24.，存取於2007年4月4日。
2. ↑  民興藥品代理(國際)有限公司
3. ↑  . YouTube. 2009-09-25  [2023-08-11]. （原始内容存档于2023-08-11）.
4. ↑  . YouTube. 2016-05-10  [2023-08-11]. （原始内容存档于2023-08-11）.

## 外部連結
- 日本樋屋製藥網站 （页面存档备份，存于）
- 台灣樋屋股份有限公司網站 （页面存档备份，存于）
- 樋屋奇應丸1985年廣告 （页面存档备份，存于）
- 民興藥品代理國際有限公司 （页面存档备份，存于）